# Eugene Chadbourne

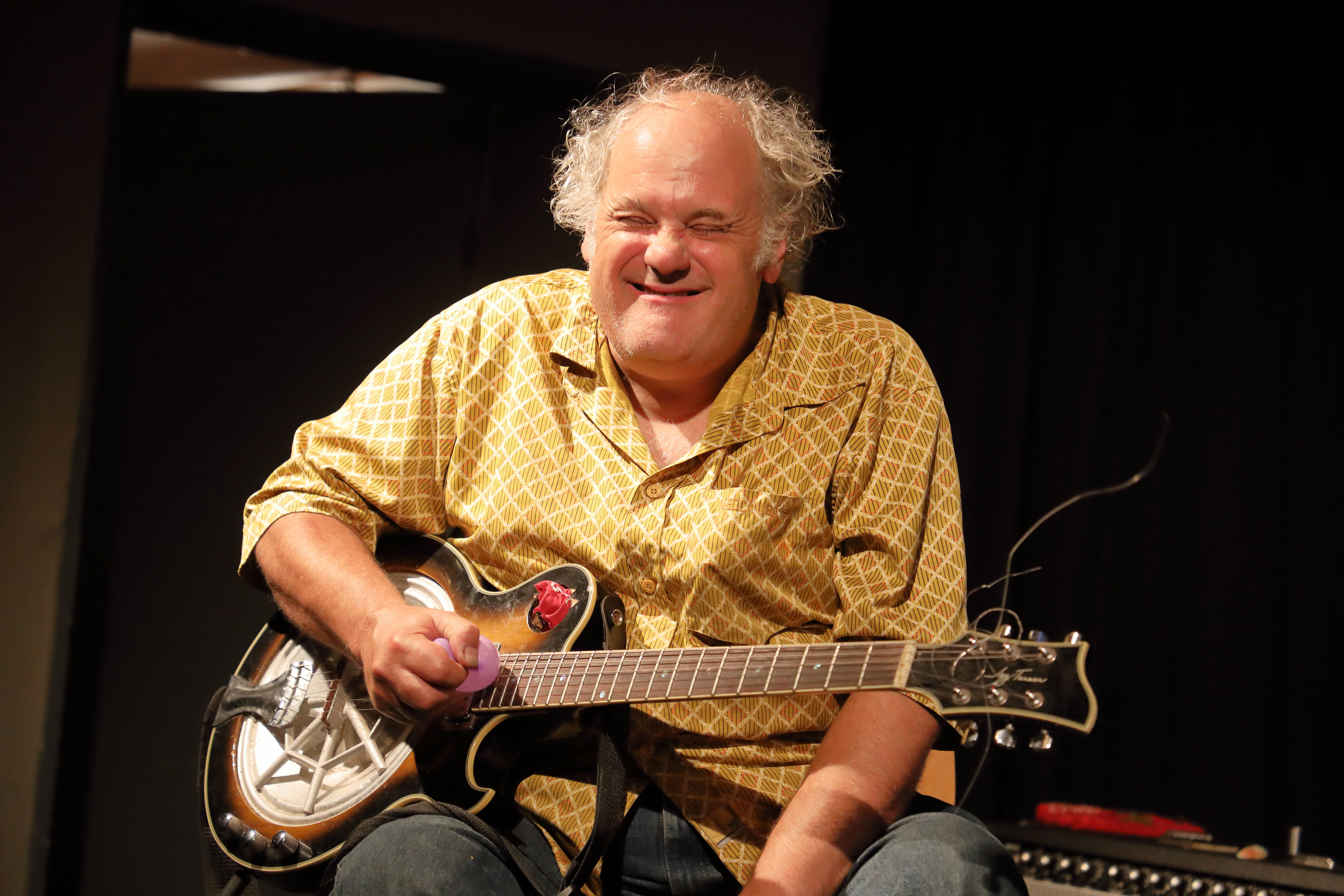
Eugene Chadbourne im Konzert mit Joe Sachse im club W71, 2019

Eugene Alexander Chadbourne (* 4. Januar 1954 in Mount Vernon) ist ein US-amerikanischer Gitarrist, Banjospieler, Komponist und Songwriter. Er ist auch als Musikjournalist tätig und schreibt sowohl für den All Music Guide als auch für das Maximum RocknRoll. Chadbourne tourt ausgiebig und wohnt in Greensboro (North Carolina).

## Leben und Wirken
Chadbourne, der in Colorado und Alberta aufwuchs, ist Autodidakt. Er spielte zunächst Rock-and-Roll-Gitarre, fühlte sich aber bald von den formalen Konventionen des Genres unterfordert. Im Anschluss beschäftigte er sich mit anderen Stilen vom Blues über Country und Bluegrass bis hin zu Free Jazz und Noise – um letztlich diese unterschiedlichen Einflüsse in einem einzigartigen Personalstil zusammenzuführen. Dabei war er auch durch Stilexperimente von Captain Beefheart und den Mothers of Invention beeinflusst.
Chadbourne arbeitete Ende der 1970er Jahre zunächst mit Carla Bley, John Zorn, Frank Lowe und Toshinori Kondō. Er spielte Anfang der 1980er Jahre in der Gruppe Shockabilly mit Mark Kramer (Bass/Orgel) und David Licht (Drums), mit denen er vier Alben veröffentlichte. Er trat weiterhin in sehr unterschiedlichen Kontexten auf, so mit Billy Bang, Shelley Hirsch, Elliott Sharp oder Fred Frith, aber auch mit Improvisatoren wie Derek Bailey, Jon Rose, Han Bennink, Tristan Honsinger, David Moss oder Paul Lovens. Daneben spielte er mit Camper Van Beethoven, Andrea Centazzo, Jello Biafra, Turbonegro, They Might Be Giants, Sun City Girls, Walter Daniels, Zu, Uli Böttcher, Jimmy Carl Black und Tom Cora. Weiter kam es zur Zusammenarbeit mit Charlie Haden, Bill Laswell, Henry Kaiser, Joseph Bowie, Steve Beresford, Bob Ostertag, Wayne Horvitz, den Violent Femmes, dem Legendary Stardust Cowboy, Kenny Malone, Lol Coxhill, Charles Tyler, Marc Ribot, Pat Thomas und vielen anderen.
Chadbourne interpretierte Coverversionen von den Beatles, Wadada Leo Smith, John Cage, Jerry Dammers, Captain Beefheart, Jimi Hendrix, Albert Ayler, Phil Ochs, den Butthole Surfers, Charles Mingus, King Crimson, den Dead Kennedys, Johann Sebastian Bach und etlichen anderen Komponisten und Songwritern.
Bekannt ist er seit 1991 auch als Interpret der von ihm erfundenen Elektrischen Harke – einer gewöhnlichen Laubharke, die mit einem Tonabnehmer versehen ist. Zudem verwendet er unter anderem Luftballons als Saitendämpfer für seine Gitarre.

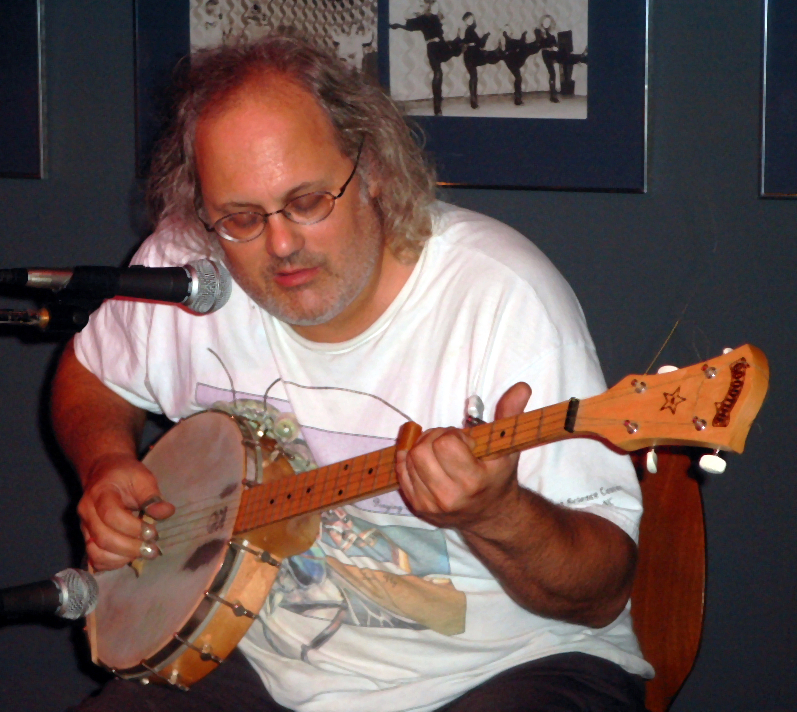
Eugene Chadbourne (2003)